# خفاش‌های دماغ‌دراز سوسور
خفاش‌های دماغ‌دراز سوسور (نام علمی: Leptonycteris) نام یک سرده از تیره خفاش برگ‌بینی است.